# Crocodylus falconensis
Crocodylus falconensis is een soort van uitgestorven krokodillen die in het Plioceen in het noorden van Zuid-Amerika leefde.

## Fossielen
Het holotype van Crocodylus falconensis is een bijna complete schedel van zevenenveertig centimeter lang met onderkaken uit de San Gregorio-formatie in de staat Falcón in Venezuela. Daarnaast zijn delen van de schedel, kaken en tanden gevonden. De vondsten dateren uit het Vroeg-Plioceen met een ouderdom van circa vijf miljoen jaar. De San Gregorio-formatie overligt de Urumaco-formatie uit het Laat-Mioceen, die met tien geslachten zeer rijk is aan fossiele vondsten van krokodilachtigen.

## Uiterlijke kenmerken
Crocodylus falconensis was een middelgrote krokodil van ongeveer vier meter lang en driehonderd kilogram zwaar.

## Verwantschap
Crocodylus falconensis is de oudst bekende Crocodylus-soort van het Amerikaanse continent. Een studie uit 2020 liet zien dat Crocodylus checchiai uit het Laat-Mioceen van Afrika de nauwste verwant van de Amerikaanse krokodillen is. In het Laat-Mioceen zal de stamvorm van de Amerikaanse krokodillen via de Atlantische Oceaan van westelijk Afrika naar Zuid-Amerika zijn gemigreerd.